# Neném Paiva

Neném Paiva.

Maria Felizarda de Paiva Monteiro da Silva, mais conhecida como Neném Paiva, foi uma professora e política brasileira. Paiva foi a primeira mulher a ser eleita vereadora de um município na história do Brasil, na cidade de Muqui, Espírito Santo.

## Biografia
Paiva era filha de Matheus Paiva, um barão do café. Casou-se com Ozório Ribeiro da Silva. Ela trabalhava como professora de música no Grupo Escolar Marcondes Souza e ministrava aulas particulares de piano em sua casa.
Em dezembro de 1935, Paiva elegeu-se vereadora de Muqui, no estado do Espírito Santo, pelo Partido Social Democrático (PSD), chegando a presidir a Câmara de Vereadores do município em 1937. Seu mandato terminou no final de 1937, quando o Presidente Getúlio Vargas aplicou o golpe do Estado Novo.
Posteriormente, Paiva mudou-se para a cidade do Rio de Janeiro, onde enfrentou problemas de saúde, tendo de amputar ambas as pernas em virtude de um problema de circulação.
Neném Paiva dá nome ao teatro de Muqui. 